# Zelotes natalensis
Zelotes natalensis är en spindelart som beskrevs av Tucker 1923. Zelotes natalensis ingår i släktet Zelotes och familjen plattbuksspindlar. Inga underarter finns listade i Catalogue of Life.